# Michel Baur
Michel Baur, var en fransk bobåkare. Han deltog vid olympiska vinterspelen 1928 i Sankt Moritz och placerade sig på 14:e plats.